# HX004IN
HX004IN（エイチエックスぜろぜろよんアイエヌ）は、ネットインデックスによって開発された、ウィルコムによるMVNO・WILLCOM CORE 3G(HSDPA/HSUPA)対応のUSB接続型データ通信端末。

## 概要
WILLCOM CORE 3Gとしては初の、HSUPA対応の機種だが、法人向けの販売で、コンシューマ向けの販売は行わない。
HX007ZT同様、購入時期により、FOMAハイスピードエリア対応版と3G ハイスピード対応版とがある。

## 仕様（テンプレート外）
- 通信速度
  - 受信最大 7.2 Mbps
  - 送信最大 5.7 Mbps（3G ハイスピード対応版は、最大1.4Mbps）
- 対応OS（各日本語版）
  - Windows 2000 Professional Service Pack4 以降
  - Windows XP Home Edition Service Pack2 以降
  - Windows XP Professional Service Pack2 以降
  - Windows Vista （32/64ビット版）
  - Windows 7（32/64ビット版）
  - Mac OS X 10.4～10.5（Intel platform）
- 対応エリア（日本国内）

## 歴史
- 2009年10月1日 - 法人限定で発売開始
- 2010年10月1日 - 3G ハイスピード網対応版が法人限定で新たに発売開始